# Big Bear Lake
Big Bear Lake (Lago del Oso Grande), fundada en 1947, es una ciudad ubicada en el Condado de San Bernardino en el estado de California. En el año 2000 tenía una población de 5,438 habitantes y una densidad poblacional de 319 personas por km². Big Bear Lake está rodeado por el Bosque Nacional de San Bernardino. Big Bear es también conocido por ser un lugar de atracción para los californianos del Sur de California, especialmente para snowboarding y esquí en temporadas de invierno.

## Historia

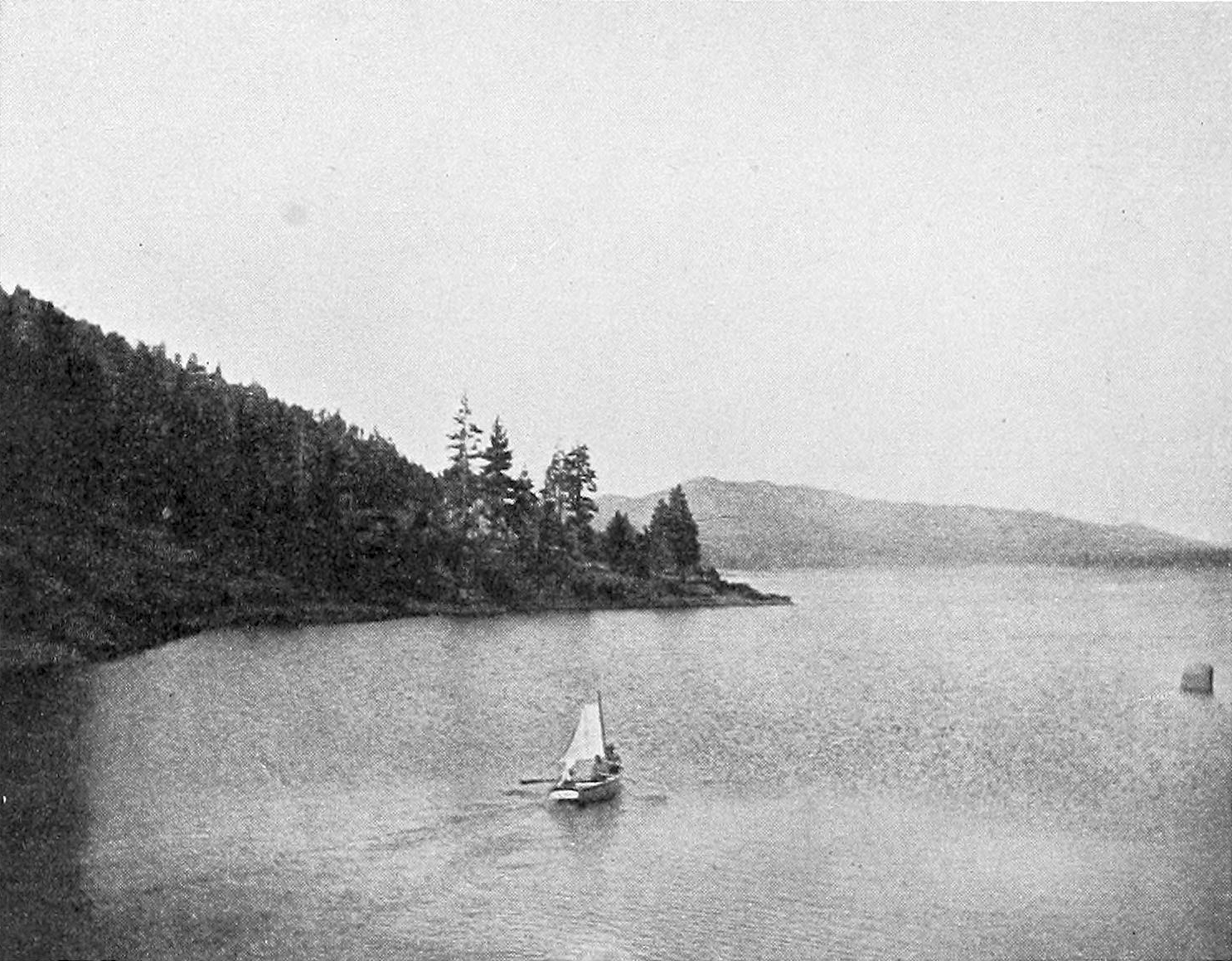
Sailing, c. 1906

La región ahora conocida como Big Bear Lake estaba poblada por los  indígenas  Indio Serrano  tribu de aproximadamente 2.500 años. Se refirieron al territorio como «Yuhaviat» que se traduce en «Pine Place» o también como lugar de pinos. Habitaban pequeños pueblos de 10 a 30 edificios circulares situados a lo largo de las fuentes de agua dulce y subsistían con bayas, nueces, tubérculos, bellotas, y juego abundante cosechados a lo largo de la exuberante valle. El Indio Serrano veía a los osos pardos nativos como antepasados y, por ello, no consumía la carne o la piel de estos animales enormes. Varias comunidades contemporáneas de la zona cuentan con nombres de lugares que reflejan la rica historia del nativo de la región de Big Bear. Estos incluyen  Yucaipa,  Cucamonga, y Muscupiabe.
El área de Big Bear Lake fue descubierta por exploradores americanos cuando  Benjamin Wilson formó un grupo que daba caza a nativos americanos. Wilson se mudó a California durante los días de Alta territorial California mexicana. Se casó con una mujer de la familia de terratenientes españoles, los Yorbas, y compró una parte de Rancho Jurupa ( Riverside) que le había pertenecido a Juan Bandini. Se convirtió en un hombre de Estado ranchero local de gran reputación.
Wilson firmó como Juez de Paz del Territorio Interior y fue encargado por las autoridades territoriales para localizar y perseguir a los nativos americanos sospechosos por asaltar ranchos en la cercana Riverside.  Este grupo, liderado por el feroz  Jefe Walkara, condujo el rebaño en el  Lucerne Valley en el lado norte de los San Bernardinos. Wilson reunió a un pelotón de 44 hombres, 22 de los cuales fueron enviados a través del Cajon Pass mientras él dirigió un movimiento de pinzas con los otros 22 hombres en la cabecera del río Santa Ana.
En el viaje, Wilson encontró una amplia cuenca donde viven animales salvajes, especialmente osos. Su pandilla se convirtió inmediatamente en una partida de caza donde los hombres se dividieron en 11 pares, cada par debería traer de vuelta una piel de oso. Wilson denominó la extensión cubierta de hierba «Bear Valley» y uno de los pantanos estacionales cercano poco profundas «Big Bear Lake».
En 1859, el valle recién descubierto se convirtió en un lugar de celebración de los buscadores de oro. 
El turismo comenzó con la aparición del automóvil y el eventual establecimiento de carreteras con el acceso a una área aparentemente remota. Hollywood pronto descubrió Big Bear, y varias películas, en especial los westerns, se han filmado en la región.

## Actividades en el Lago
Big Bear Lake ofrece un entorno atractivo para muchas actividades al aire libre, como la pesca (trucha, mojarra de agallas azules, mojarra, bagre y lobina negra), la navegación de recreo, y esquí acuático. Debido al frío extremo del agua y la presencia de obstáculos sumergidos cerca de las costas, la natación no se recomienda. El lago es patrullado por los llamados: «Big Bear Municipal Water District (BBMWD) Lake Patrol».
Muchos residentes del lago tienen muelles privados, y los navegantes que visitan pueden obtener amarre en varios de los puertos deportivos que se encuentran en las dos orillas de Distrito Municipal de Agua en Big Bear (un distrito especial del Estado de California) que ofrecen lanzamientos públicos en el extremo este y el extremo oeste de la costa norte. En los puertos deportivos locales se pueden alquilar varias embarcaciones deportivas y de recreo que se encuentran disponibles.

## Clima

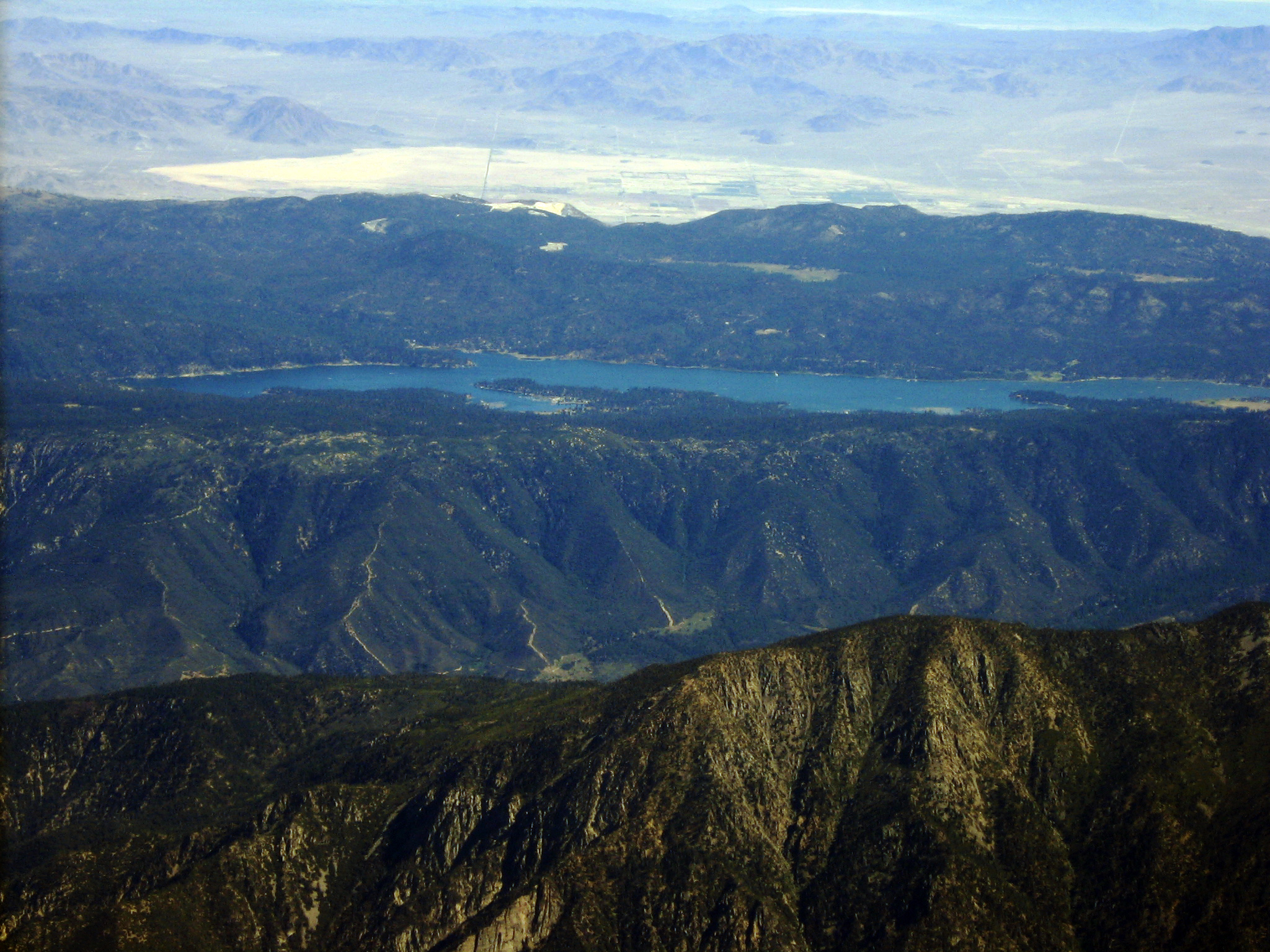
El lago de Big Bear Lake en (San Bernardino Mountains), con el Lucerne Dry Lake visible desde el Mojave Desert. Se puede ver de una vista aérea acercándose a Los Ángeles.

De acuerdo con el Servicio Nacional del Clima, el mes más caliente en Big Bear es julio, con un promedio de temperatura diaria de 18.3 °C. El mes más frío es enero, con un promedio de temperatura diaria de 1.2 °C. Las temperaturas congelantes se producen la mayor parte de los meses y se producen en un promedio cada 186 días al año; del 24 de septiembre al 4 de junio.
En contraste con la mayor parte del sur de California, la región de Big Bear Lake normalmente recibe nieve en invierno, debido a su alta elevación. Tomando el nivel del lago como referencia, el promedios es de 72 centímetros por temporada, mientras que en las crestas boscosas que rodean el lago, se pueden llegar a aacumular hasta 100 centímetros. En febrero de 1990, se registraron 59.5 centímetros de nieve. La mayor cantidad de nieve en 24 horas fue de 27 centímetros el 27 de marzo de 1991. El mayor espesor de la nieve era de 78 centímetros el 3 de febrero de 1970. La nieve ha caído en todos los meses excepto julio y agosto. Hay normalmente 18 días cada año con nieve con una medida de 0,1 pulgadas o más.
| Parámetros climáticos promedio de Big Bear Lake, California | Parámetros climáticos promedio de Big Bear Lake, California | Parámetros climáticos promedio de Big Bear Lake, California | Parámetros climáticos promedio de Big Bear Lake, California | Parámetros climáticos promedio de Big Bear Lake, California | Parámetros climáticos promedio de Big Bear Lake, California | Parámetros climáticos promedio de Big Bear Lake, California | Parámetros climáticos promedio de Big Bear Lake, California | Parámetros climáticos promedio de Big Bear Lake, California | Parámetros climáticos promedio de Big Bear Lake, California | Parámetros climáticos promedio de Big Bear Lake, California | Parámetros climáticos promedio de Big Bear Lake, California | Parámetros climáticos promedio de Big Bear Lake, California | Parámetros climáticos promedio de Big Bear Lake, California |
| Mes                                                         | Ene.                                                        | Feb.                                                        | Mar.                                                        | Abr.                                                        | May.                                                        | Jun.                                                        | Jul.                                                        | Ago.                                                        | Sep.                                                        | Oct.                                                        | Nov.                                                        | Dic.                                                        | Anual                                                       |
| ----------------------------------------------------------- | ----------------------------------------------------------- | ----------------------------------------------------------- | ----------------------------------------------------------- | ----------------------------------------------------------- | ----------------------------------------------------------- | ----------------------------------------------------------- | ----------------------------------------------------------- | ----------------------------------------------------------- | ----------------------------------------------------------- | ----------------------------------------------------------- | ----------------------------------------------------------- | ----------------------------------------------------------- | ----------------------------------------------------------- |
| Temp. máx. media (°C)                                       | 8.3                                                         | 8.4                                                         | 11.2                                                        | 14.8                                                        | 20.1                                                        | 24.6                                                        | 27.3                                                        | 26.6                                                        | 23.4                                                        | 17.8                                                        | 12.4                                                        | 8.7                                                         | 17                                                          |
| Temp. mín. media (°C)                                       | -6                                                          | -5.5                                                        | -3.9                                                        | -1.6                                                        | 2.1                                                         | 5.4                                                         | 9                                                           | 8.6                                                         | 5.3                                                         | 0.6                                                         | -3.2                                                        | -5.9                                                        | 0.4                                                         |
| Precipitación total (mm)                                    | 113                                                         | 99.3                                                        | 67.6                                                        | 24.1                                                        | 8.9                                                         | 3.8                                                         | 17                                                          | 26.4                                                        | 10.7                                                        | 23.9                                                        | 38.1                                                        | 76.5                                                        | 509.3                                                       |
| Nevadas (cm)                                                | 41.9                                                        | 46                                                          | 37.3                                                        | 10.4                                                        | 1.3                                                         | 0                                                           | 0                                                           | 0                                                           | 0.3                                                         | 3                                                           | 11.9                                                        | 31.2                                                        | 183.6                                                       |
| Días de precipitaciones (≥ 0.01 in)                         | 6.3                                                         | 6.3                                                         | 5.7                                                         | 3.7                                                         | 1.8                                                         | .8                                                          | 2.6                                                         | 3.2                                                         | 2.2                                                         | 2.7                                                         | 3.1                                                         | 5.1                                                         | 43.5                                                        |
| Días de nevadas (≥ 0.1 in)                                  | 3.8                                                         | 3.8                                                         | 3.4                                                         | 1.5                                                         | .3                                                          | .1                                                          | 0                                                           | 0                                                           | 0                                                           | .4                                                          | 1.4                                                         | 3.3                                                         | 18.0                                                        |
| Fuente: NOAA                                                |                                                             |                                                             |                                                             |                                                             |                                                             |                                                             |                                                             |                                                             |                                                             |                                                             |                                                             |                                                             |                                                             |

## Geografía
Se encuentra ubicada en las coordenadas 34°14′29″N 116°54′12″O / 34.24139, -116.90333 Según la Oficina del Censo, la ciudad tiene un área total de 17 km² (6,6 mi²), de la cual 16,4 km² (6,3 mi²) es tierra y 0,6 km² (0,2 mi²) (0%) es agua.

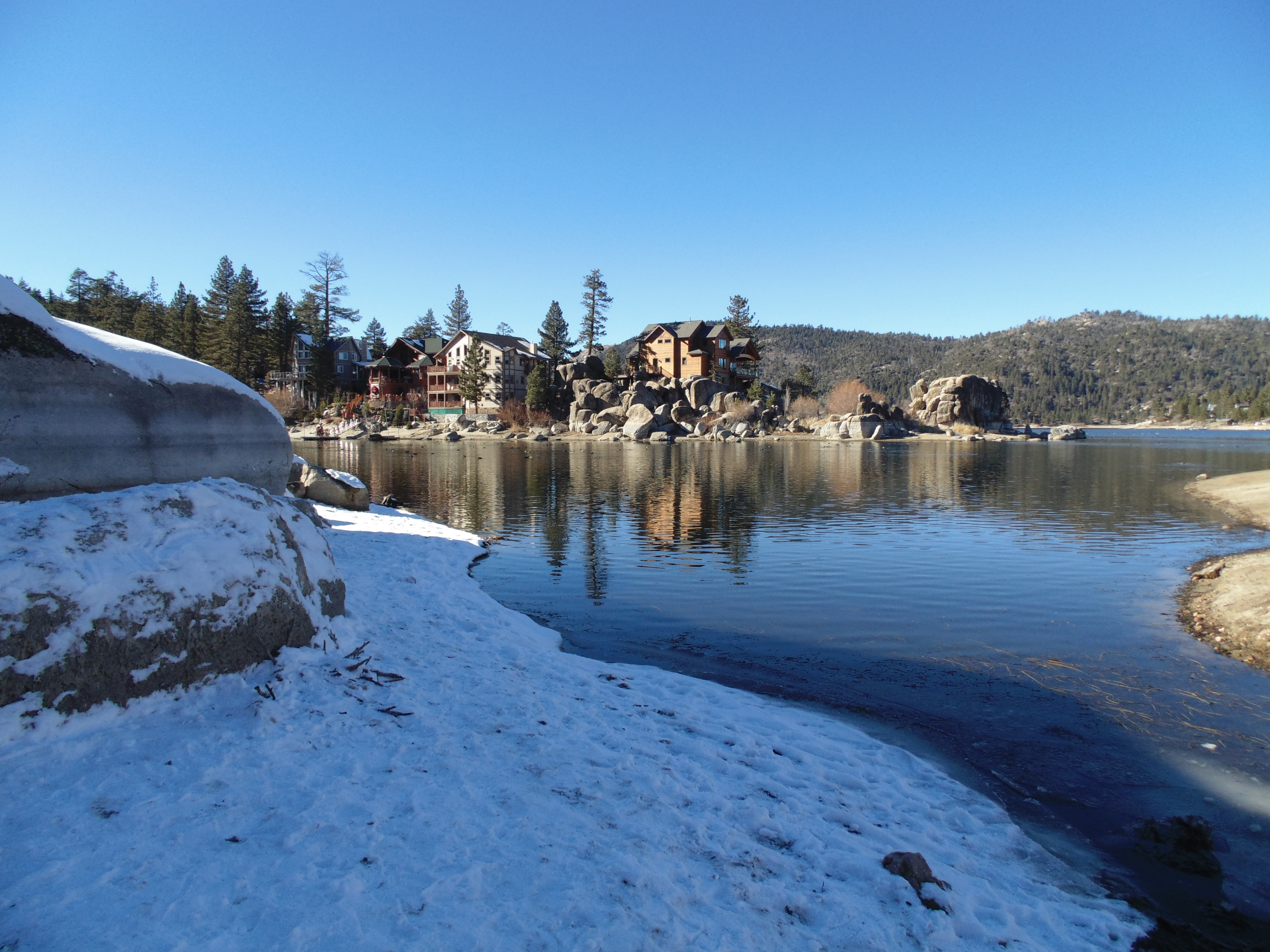
Big Bear Lake.

## Demografía

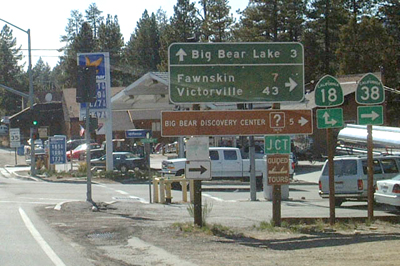
Entrada a Big Bear Lake.

Según la Oficina del Censo en 2007 los ingresos medios por hogar en la localidad eran de $34,447, y los ingresos medios por familia eran $41,848. Los hombres tenían unos ingresos medios de $36,316 frente a los $21,404 para las mujeres. La renta per cápita para la localidad era de $21,517. Alrededor del 13.5% de la población estaban por debajo del umbral de pobreza.